# Folklore estonià

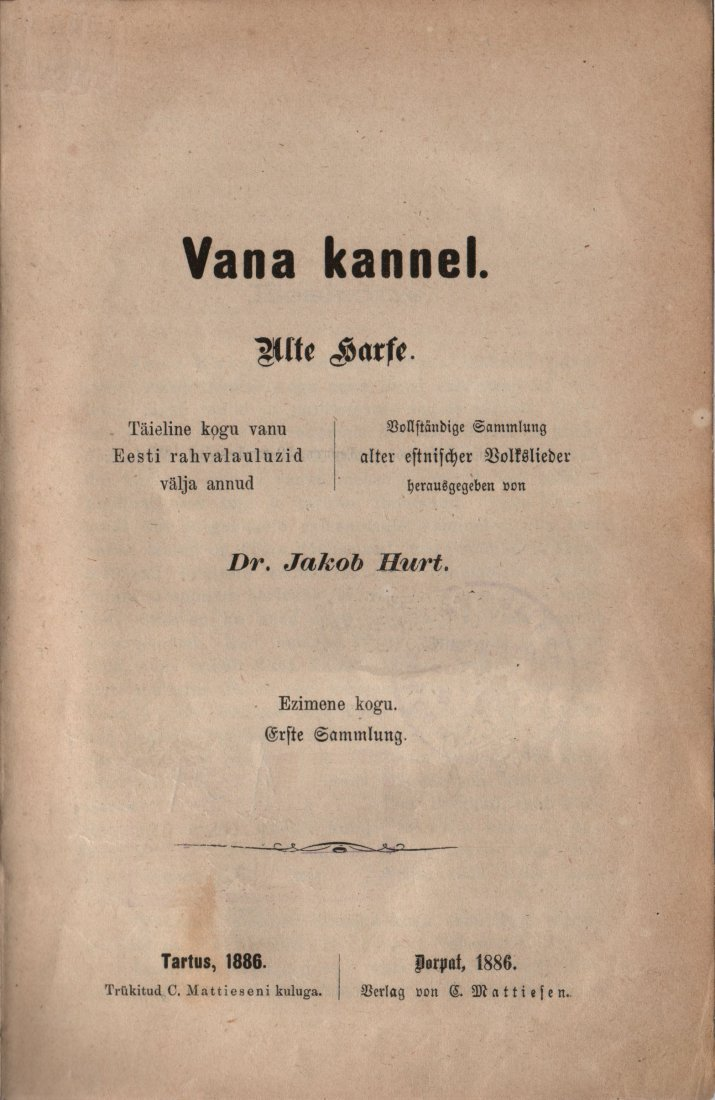
El primer volum de Vana kandle (1886), compilat per Jakob Hurt, conté cançons recollides de la parròquia de Põlva

La menció més antiga del cant estonià es remunta a la Gesta Danorum de Saxo Grammaticus (c. 1179). Saxo parlava de guerrers estonians que cantaven a la nit mentre esperaven una batalla. Enric de Livònia a principis del segle XIII va descriure els costums sacrificatoris, els déus i els esperits estonians. El 1578 Balthasar Russow va descriure la celebració del solstici d'estiu (jaanipäev), el dia de Sant Joan pels estonians. El 1644 Johann Gutslaff va parlar de la veneració de les fonts sagrades i J.W. Boecler va descriure les creences supersticioses estonianes el 1685. El folklore i les creences estonianes, incloent-hi mostres de cançons populars, apareixen a Topographische Nachrichten von Liv- und Estland d'August W. Hupel entre 1774 i 1782. J.G von Herder va publicar set cançons populars estonianes, traduïdes a l'alemany a la seva obra Volkslieder el 1778 i republicades com a Stimmen der Völker in Liedern el 1807.
A principis del segle XIX, durant el Període de la Il·lustració Estòfila (1750–1840), va augmentar l'interès pel folklore estonià entre els alemanys bàltics. J.H. Rosenplänter va fundar Beiträge zur genauern Kenntniß der ehstnischen Sprache, una revista d'estudis sobre la llengua, la literatura i el folklore estonians. A Beiträge es va publicar el 1822 la traducció alemanya de Mythologia Fennica de Kristjan Jaak Peterson. El 1839 es va fundar la Societat Estoniana Erudita com a organització central per a la recopilació i l'estudi del folklore estonià. Una figura destacada de la societat, Friedrich Robert Faehlmann, va publicar diverses llegendes i mites estonians en alemany basats en folklore estonià genuí i en la mitologia finlandesa de Ganander "L'alba i el crepuscle" (Koit ja Hämarik).), considerada un dels mites estonians més bells d'origen popular. El 1842 es va fundar a Tallinn la Societat d'Escrits Estonians.
Friedrich Reinhold Kreutzwald va començar a recopilar folklore estonià el 1843, però va acabar canviant considerablement els contes. Els materials recopilats principalment de Virumaa van ser reelaborats i publicats com a "Les Velles Contes del Poble Estonià" el 1866. L'antologia d'Alexander H. Neus Ehstnische Volkslieder (3 vols; 1850–52) es considera la primera publicació acadèmica sobre cançons populars estonianes. En total, es presenten 1.300 cançons en estonià i en traducció alemanya. El president de la Societat d'Escrits Estonians, el pastor Dr. Jakob Hurt, considerat el "rei del folklore estonià", va començar a recopilar folklore estonià a la dècada de 1870. La quantitat total recopilada és d'aproximadament 12.400 pàgines. A "L'Arpa Vella" (Vana Kannel), es van publicar 2 volums de cançons populars entre 1875 i 1876. Es van afegir dos volums més el 1938 i el 1941. Les "Cançons dels Setus" (Setukeste laulud) en 3 volums es van publicar entre 1904 i 1907. Inspirat per l'obra de Hurt, Matthias J. Eisen va començar una col·lecció de folklore a la dècada de 1880, donant com a resultat una col·lecció de 90.000 pàgines. Oskar Kallas, Ph.D (1868–1946) va estudiar a la Universitat de Hèlsinki i va ser el primer erudit de folklore d'origen estonià.
Després de l'establiment de la República d'Estònia, Walter Anderson va ser nomenat per a la recentment fundada càtedra de folklore a la Universitat de Tartu. Els estudiants més significatius d'Anderson van ser Oskar Loorits i August Annist. Loorits va esdevenir el director dels Arxius de Folklore Estonià fundats el 1927. El seu camp principal va ser la religió popular i la mitologia, un estudi sobre les creences populars estonianes, livonianes i russes. La seva obra més monumental Grundzüge des estnischen Volksglaubens es va publicar entre 1949 i 1957 a Copenhaguen. Arvo Krikmann i Ingrid Sarv van reunir la col·lecció de proverbis estonians en cinc volums "Eesti vanasõnad" entre 1980 i 1988.

## Per saber-ne més
Masing, Uku. «Esten». A: Enzyklopädie des Märchens Online.  Berlín, Boston: De Gruyter, 2016. DOI 10.1515/emo.4.058.